# BMX-Rennsport-Weltmeisterschaften 2002
Die BMX-Rennsport-Weltmeisterschaften 2002 fanden vom 26. bis 28. Juli im brasilianischen Paulínia statt. Schauplatz der Wettkämpfe war der Parque Brasil 500, wo vor einer Tribüne eine 400 Meter lange BMX-Bahn errichtet worden war. Es gab Wettkämpfe für die Kategorien Elite und Junioren im BMX-Rennen (Männer und Frauen) sowie im Cruiser (nur Männer). Parallel zu den Weltmeisterschaften lief die UCI BMX World Challenge für die Leistungsklasse Challenge. An Weltmeisterschaften und Challenge zusammen nahmen rund 1000 Fahrer aus 24 Nationen teil.

## Ergebnisse
Unten angegeben ist jeweils die Rangfolge im Finale. Die genauen Zeiten sind nicht überliefert.

### Frauen Elite
| Platz | Name                |
| ----- | ------------------- |
| 1     | María Gabriela Díaz |
| 2     | Karine Chambonneau  |
| 3     | Jana Horáková       |
| 4     | Natarsha Williams   |
| 5     | Héléna Aubry        |
| 6     | Tatjana Schocher    |
| 7     | Élodie Ajinça       |
| 8     | Tanya Bailey        |

### Männer Elite
| Platz | Name                    |
| ----- | ----------------------- |
| 1     | Kyle Bennett            |
| 2     | Randy Stumpfhauser      |
| 3     | Wade Bootes             |
| 4     | Jonathan Suarez         |
| 5     | Cristian Becerine       |
| 6     | Jason Richardson        |
| 7     | Greg Romero             |
| 8     | Jean-Christophe Tricard |

| Platz | Name               |
| ----- | ------------------ |
| 1     | Randy Stumpfhauser |
| 2     | Cristian Becerine  |
| 3     | Michal Prokop      |
| 4     | Clément Doby       |
| 5     | Florent Boutte     |
| 6     | Deivlim Baltazar   |
| 7     | Jonathan Suarez    |
| 8     | Angelo Bragagnoli  |

### Juniorinnen
| Platz | Name                |
| ----- | ------------------- |
| 1     | Willy Kanis         |
| 2     | Cyrielle Convert    |
| 3     | Analía Díaz         |
| 4     | Aneta Hladíková     |
| 5     | Alessandra Procopio |
| 6     | Melissa Joliffe     |
| 7     | Lydia Faure         |
| 8     | Cécile Lazzarotto   |

### Junioren
In den Junioren-Wettkämpfen wurde Agustín Podestá nachträglich wegen einer positiven Dopingprobe disqualifiziert. Er war Vierter im BMX-Rennen und Erster im Cruiser-Rennen gewesen. Die übrigen Fahrer wurden aufgerückt.
| Platz | Name            |
| ----- | --------------- |
| 1     | Pablo Gutierrez |
| 2     | Taylor Wells    |
| 3     | Edwin Montoya   |
| DSQ   | Agustín Podestá |
| 4     | Jérémy Cotte    |
| 5     | Hudson Souza    |
| 6     | Artūrs Matisons |
| 7     | Santiago Duque  |

| Platz | Name             |
| ----- | ---------------- |
| DSQ   | Agustín Podestá  |
| 1     | Santiago Duque   |
| 2     | Jérémy Cotte     |
| 3     | Pablo Gutierrez  |
| 4     | Edwin Montoya    |
| 5     | Carlos Brambilla |
| 6     | Hudson Souza     |
| 7     | Artūrs Matisons  |

## Medaillenspiegel
| Platz  | Land               | Gold | Silber | Bronze | Gesamt |
| ------ | ------------------ | ---- | ------ | ------ | ------ |
| 1      | Vereinigte Staaten | 2    | 2      | 0      | 4      |
| 2      | Frankreich         | 1    | 3      | 1      | 5      |
| 3      | Argentinien        | 1    | 1      | 1      | 3      |
| 4      | Kolumbien          | 1    | 0      | 1      | 2      |
| 5      | Niederlande        | 1    | 0      | 0      | 1      |
| 6      | Tschechien         | 0    | 0      | 2      | 2      |
| 7      | Australien         | 0    | 0      | 1      | 1      |
| Gesamt | Gesamt             | 6    | 6      | 6      | 18     |